# 蒙巴頓家族
蒙巴頓家族（英語：Mountbatten）是英国貴族家族，起源德意志黑森的巴滕貝格，創始人為第一代米爾福德黑文侯爵蒙巴頓（巴滕貝格的路易）。目前族長是喬治·蒙巴頓。

## 簡介
巴滕貝格（德語：Battenberg），是德国黑森的一個市鎮。
巴滕貝格的路易是英軍將領，原本出身巴滕貝格，因為第一次世界大战，英國人非常憎恨德國，於是路易在英王乔治五世的建議下，將家族的姓氏「巴滕貝格」（德語：Battenberg）改為英式的蒙巴頓（英語：Mountbatten），與德國人劃清界線，從此改稱路易·蒙巴頓。其實喬治五世也將英國王室的德式姓氏「薩克森-科堡-哥達」（英語：Saxe-Coburg and Gotha）改為英式的「溫莎」（英語：Windsor），以爭取民心。
路易·蒙巴頓獲封為米爾福德黑文侯爵、梅迪纳伯爵（英語：Earl of Medina）及在漢普郡的奥尔德尼子爵（英語：Viscount Alderney），是為第一代米爾福德黑文侯爵蒙巴頓。緬甸伯爵蒙巴頓（1900-1979）為侯爵之次子，而亞歷山大·蒙巴頓（1886-1960）為侯爵之侄子。
由於英國女王伊丽莎白二世嫁給了蒙巴頓家族的後人菲利普·蒙巴頓（父系來自格呂克斯堡家族），1960年時伊丽莎白二世發布一道樞密院御令，將其後裔的姓氏定為蒙巴頓-溫莎，即是她丈夫蒙巴頓家族和她自己溫莎王朝的合體，王朝名號維持為溫莎王朝。

## 家族
- 路易·蒙巴頓侯爵（又稱巴滕貝格的路易），第一任米爾福德黑文侯爵，蒙巴頓家族創始人。
  - 愛麗絲·蒙巴頓，是路易·蒙巴頓侯爵的长女。菲利普·蒙巴頓之母。
    - 菲利普·蒙巴頓，路易·蒙巴頓侯爵的外孫，爲英国女王伊丽莎白二世王夫，愛丁堡公爵。
      - 查理斯三世，爱丁堡公爵菲利普亲王和伊丽莎白二世的兒子，現任英国君主。姓氏改為蒙巴頓-溫莎。

  - 路易絲·蒙巴頓，是路易·蒙巴頓侯爵的次女。瑞典王后。
  - 緬甸的蒙巴頓伯爵，路易·蒙巴頓侯爵之子，曾任英國皇家海軍元帥。
  - 亞歷山大·蒙巴頓，亨利·蒙巴頓之子。路易·蒙巴頓侯爵之侄子，為卡里斯布魯克侯爵。

- 亨利·蒙巴頓（又稱巴滕貝格的亨利），是路易·蒙巴頓侯爵的弟弟。

## 資料來源
1. ↑  . 倫敦憲報. 9 November 1917.
2. ↑  Pine, Leslie G. (编).  99. Burke's Peerage Limited. 1949: 1388. OCLC 776098787.